# Hexentraktat
Als Hexentraktat, zusammengesetzt aus Hexe und Traktat, bezeichnet man eine gelehrte Abhandlung, in der es darum geht, die Hexenlehre oder einen Teil davon zu erklären, zu erörtern oder zu widerlegen.
Der Begriff wird in der Regel auf theoretische Werke zur Hexenlehre angewandt, die in der  Frühen Neuzeit, also im Zeitraum zwischen dem 15. und 18. Jahrhundert,  geschrieben wurden.
Autoren, die Hexentraktate verfassten, nennt man auch Hexentheoretiker.